# Kanton Sornac
Der Kanton Sornac war von 1790 bis 2015 ein französischer Wahlkreis im Département Corrèze in der damaligen Region Limousin. Er umfasste acht Gemeinden im Arrondissement Ussel; sein Hauptort (frz.: chef-lieu) war Sornac. Die landesweiten Änderungen in der Zusammensetzung der Kantone brachten im März 2015 seine Auflösung.

## Gemeinden
| Gemeinde              | Einwohner (Stand: 2022) | Code postal | Code Insee |
| --------------------- | ----------------------- | ----------- | ---------- |
| Bellechassagne        | 100                     | 19290       | 19021      |
| Chavanac              | 49                      | 19290       | 19052      |
| Millevaches           | 77                      | 19290       | 19139      |
| Peyrelevade           | 831                     | 19290       | 19164      |
| Saint-Germain-Lavolps | 101                     | 19290       | 19206      |
| Saint-Rémy            | 236                     | 19290       | 19238      |
| Saint-Setiers         | 266                     | 19290       | 19241      |
| Sornac                | 773                     | 19290       | 19261      |